# ヴィリー・イェーデ
ヴィリー・イェーデ(ドイツ語: Willy Jähde、1908年1月18日 - 2002年4月25日)は、ドイツの陸軍軍人。最終階級は陸軍少佐。

## 経歴
1908年1月18日、ドイツ帝国ソラウ(現ポーランド・ジャリ)に生まれる。
第二次世界大戦では第502重戦車大隊に所属していた。1943年10月から1944年3月まで第502重戦車大隊大隊長を務め、部下にはオットー・カリウスなどがいた。1944年2月からのナルヴァの戦いではヒアツィント・シュトラハヴィッツ麾下のシュトラハヴィッツ戦闘団に組み込まれ奮闘した。1945年5月、アメリカ軍の捕虜となり、その後ソヴィエトへ引き渡されたが脱走している。

## 叙勲
- 鉄十字章
  - 二級鉄十字勲章1939年章 (1939年9月10日)
  - 一級鉄十字勲章1939年章 (1939年9月15日)
- 戦傷章
  - 戦傷章黒章
  - 戦傷章銀章
  - 戦傷章金章
- 1941年/1942年東部戦線冬季戦記章
- 戦車突撃章
- 騎士鉄十字章
  - 騎士鉄十字章 (1944年3月16日)[1]